# Mont-Dore
Mont-Dore ist eine französische Stadt mit 1.200 Einwohnern (Stand: 1. Januar 2022) im Département Puy-de-Dôme in der Region Auvergne-Rhône-Alpes. Sie liegt im Arrondissement Issoire (bis 2015: Arrondissement Clermont-Ferrand).

## Lage
Der Ort liegt nördlich vom Puy de Sancy in einem Tal an der Dordogne im Bergmassiv Monts Dore in über 1000 m Höhe.

## Geschichte
Bereits die Gallier nutzten hier die Thermalquellen mit Temperaturen von 38 und 40 °C. Später errichteten die Römer eine großzügig angelegte, reich ausgestattete Therme. Während des Mittelalters geriet der Badebetrieb in Vergessenheit, erst Ende des 17. Jahrhunderts sah „Mont d’Or“ („goldener Berg“) wieder Badegäste. Im 19. Jahrhundert entwickelte sich der Ort mit seinen aus grauem Lavagestein erbauten, dicht gedrängten Häusern wie das benachbarte Kurbad La Bourboule zum Thermalbadeort. Die kohlensäure- und siliziumhaltigen warmen Quellen werden zur Therapie asthmatischer und rheumatischer Erkrankungen eingesetzt. Das Zentrum ist vom Tourismus geprägt. 2006 hatte der Ort 1464 Einwohner.

## Sport
Im Jahr 2025 soll erstmals eine Etappe der Tour de France in Mont-Dore zu Ende gehen. Auf dem 10. Abschnitt soll die D983 als Zielauffahrt zur Station du Mont-Dore dienen. Diese weist auf einer Länge von 3,3 Kilometern eine durchschnittliche Steigung von 8 % auf. Im Ziel wird eine Bergwertung der 2. Kategorie abgenommen.

## Sehenswürdigkeiten
- Établissement Thermal. Das 1817 errichtete Kurhaus wurde Ende des 19. Jahrhunderts im neobyzantinischen Stil umgebaut. Es enthält mehrere Säle, Mosaiken, Rundbögen und Säulen.
- Reste der römischen Thermen
- Die katholische Kirche St. Pardoux wurde 1852  im neuromanischen (innen) und neugotischen (außen) Stil errichtet.
- Der Temple de protestants wurde 1895 von Architekt Emile Camut erbaut
- Les Halles du Mont Dore
- Funiculaire du Capucin, älteste Standseilbahn Frankreichs von 1897/1898. Sie fährt auf 1286 m Höhe zu einer Lichtung am Le Capucin. Die Holzwaggons werden im Antriebsraum in der Gipfelstation mit hölzernen Rädern und Lederriemen angetrieben. Sie ist Ausgangspunkt von Wanderwegen und Langlaufloipen.[2]